# Glimmerört
Glimmerört (Illecebrum verticillatum) är en växtart i familjen nejlikväxter.